# Will Eisner
Will Eisner   (Brooklyn, 6 de març de 1917 - Fort Lauderdale, 3 de gener de 2005), és el nom artístic de William Erwin, qui va ser un influent dibuixant i guionista de còmics estatunidenc, creador del famós personatge The Spirit i primer autor de còmic a utilitzar el format novel·la gràfica.

## Biografia
El pare d'Eisner, Shmuel "Samuel" Eisner, va néixer el 6 de març de 1886 a Kolomia, Àustria-Hongria (actual Ucraïna), i va ser l'onzè fill. Aspirava a ser artista, i quan era adolescent va pintar murals per a rics mecenes i esglésies catòliques de Viena. Per evitar el reclutament militar, es va traslladar a Nova York abans de l'esclat de la Primera Guerra Mundial. Allà va tenir dificultats per trobar feina, ja que les seves habilitats en anglès eren pobres. Es va guanyar la vida com va poder pintant decorats per espectacles de vodevil i el teatre jueu.
Amb 8 anys, Will Eisner, ja va demostrar tenir una habilitat especial pel dibuix, el 1933, amb 16 anys va publicar el primer dibuix al diari del seu col·legi.
De jove, per poder guanyar-se la vida, va treballar els diumenges de venedor de diaris. Va ser en aquesta feina que va descobrir les planxes de còmic dominicals de dibuixants com Milton Caniff, Alex Raymond i George Herriman. Aquests dibuixants el varen influenciar i el van encoratjar a convertir-se en un dibuixant professional de còmic.

## Obra i personatges
Un dels personatges, que van donar més renom a Will Eisner, va ser The Spirit, i va popularitzar el terme novel·la gràfica amb A Contract with God de 1978.

## Homenatges
En reconeixement dels treballs de l'any, anualment s'atorguen els premis Eisner a la Comic-Con de San Diego, Califòrnia, i el saló de la fama del còmic du el seu nom: Will Eisner Hall of Fame.